# Ludolph von Beckedorff
Georg Philipp Ludolph von Beckedorff (ur. 14 kwietnia 1778 r. w Hanowerze, zm. 27 lutego 1858 r. Grünhoff, koło Reska) – pruski lekarz i konserwatysta o antysemickich poglądach, publicysta, pedagog i urzędnik ministerialny, który po przejściu na katolicyzm został odsunięty od służby cywilnej Prus i został właścicielem ziemskim, przemysłowcem, arystokratą, parlamentarzystą i założycielem  katolickiego klasztoru w Grünhoff.
Klasztor ten był pierwszym na Pomorzu Zachodnim klasztorem katolickim od czasu reformacji i po przyjęciu na Sejmiku trzebiatowskim luteranizmu jako religii panującej na Pomorzu i drugim, po kaplicy na Zamku Książąt Pomorskich w Szczecinie, w II poł. XIX w. najważniejszym ośrodkiem życia religijnego katolików w Prusach, a następnie w Niemczech. 

## Rodzina
Ojcem Ludolpha von Beckedorffa był Heinrich Andreas Konrad Beckedorff, kościelny urzędnik w Hanowerze, a matką Charlotte Amalie Diederichs. W roku 1810 Ludolph poślubił Anne Sophię Fließbach, z którą w związku miał sześcioro dzieci, czterech synów i dwie córki: Carl (zm. 1825), George (1812−1890), Friedrich (1818−1893), Maria (1819−1909), Louisa (1822−1907), Ernst (1823−1868). Śmierć Carla bardzo zmieniła jego stosunek do wiary. Jego syn Friedrich von Beckedorff (1818−1893) był oficerem armii pruskiej i został generałem porucznikiem. Jego szwagrem był Ernst von Bülow-Cumerow (1775−1851), od którego Ludolph kupił majątek ziemski i którego żona też zmieniła wiarę na katolicką.

## Studia i kariera urzędnicza i pedagogiczna
Po studiach teologicznych i medycznych na uniwersytetach w Jenie i Getyndze oraz uzyskaniu w Getyndze doktoratu w 1799 r. pracował jako lekarz do 1810. W Berlinie wstąpił do towarzystwa Deutsche Tischgesellschaft, gdzie publicznie nawoływał w 1811 do wypędzenia Żydów. Od 1811 do 1818 był wychowawcą księcia Anhalt-Bernburg, Aleksandra Carla w Ballenstedt. Był przeciwnikiem liberalnych reform szkolnych Wilhelma von Humboldta, którego oskarżał o zbyt wiele równości w edukacji. Propagował zróżnicowanie edukacji podstawowej w zależności od klasy społecznej i zawodów, stając się prekursorem zróżnicowanego systemu szkolnego z uwzględnieniem praw kościelnych, praw rodziców i różnic regionalnych.
W 1819 król Fryderyk Wilhelm III Pruski mianował go nadzorcą publicznych szkół podstawowych w ministerstwie kultury, następnie tajnym radcą (1820), od 1821 kierował całym systemem szkół podstawowych i publikował roczniki pruskiej szkoły podstawowej, a w roku 1825 został przedstawicielem rządu na Uniwersytecie w Berlinie.

## Zmiana wiary
Zasadniczym powodem zmiany wiary przez Ludolpha von Beckedorffa był sprzeciw przeciwko planom Fryderyka Wilhelma III, który od roku 1815 zamierzał dokonać złączenia Kościołów pod jednym zarządem państwowym, oraz poznanie zasad wiary katolickiej i osobiste przeżycia rodzinne związane ze śmiercią dziecka. Konwersję Beckedorffa przyjął w roku 1927 bp Johann Michael von Sailer (1751−1832) z Regensburga.

## Właściciel majątku ziemskiego i przemysłowiec
W roku 1827 Ludolph von Beckedorff kupił od swojego szwagra Ernsta von Bülow-Cumeroww w miejscowości Grünhoff majątek ziemski, założył kaplicę (1828) i uruchomił w 1831 cukrownię. Fabryka ta produkowała do 260 ton cukru rocznie, a zyski netto w latach 40. XIX wieku przekraczały 900 talarów rocznie. W roku 1874 majątek ziemski Ludolpha von Beckedorffa liczył 1673 morgi (1 morga to ok. 0,6 ha), z czego 900 ziemi uprawnej, 189 łąk, 460 lasów i trzymano inwentarz żywy, np. w 1905 było tam 27 koni, 78 szt. bydła, w tym 53 krowy, 171 owiec, 151 świń. Zarządzali nim kolejno do roku 1945 członkowie najbliższej jego rodziny.

## Działalność ekonomiczna, publicystyczna i inna
Ludolph von Beckedorff doprowadził do zjednoczenia miejscowych towarzystw ekonomicznych, co zaowocowało lepszymi wynikami produkcyjnymi i zostało zauważone przez Pomorskie Towarzystwo Ekonomiczne, które uczyniło go członkiem honorowym. Dopiero w 1840 nowy król Fryderyk Wilhelm IV Pruski zrehabilitował go, nadał tytuł szlachecki i mianował go w 1842 r. prezydentem nowego pruskiego państwowego kolegium ekonomicznego. W lutym 1849 został wybrany z okręgu wyborczego Münster do Pruskiej Izby Deputowanych (Preußisches Abgeordnetenhaus). W roku 1839 ekonomista, rolnik, profesor, przemysłowic i publicysta Carl Sprengel (1787-1859) z Reska zaproponował mu współpracę i powołał go na sekretarza generalnego swojej firmy. Współpraca zaowocowała utworzeniem fabryki maszyn rolniczych w Resku, Akademii Rolniczej i prywatnego Instytutu Rolniczego. Obaj panowie założyli wspólnie wydawnictwo Allgemeine landwirtschaftliche Monatsschrift, w którym prezentowano najnowsze odkrycia w zakresie hodowli roślin i nawożenia. W 1841 został wybrany na dyrektora naczelnego Akademii Rycerzy Bedburga (Nadrenia), a w 1849 roku na posła w drugim parlamencie państwowym okręgu Münster w Westfalii. W 1845 wykładowca Pomorskiego Towarzystwa Ekonomicznego w Instytucie Regenwalde Louis Vincent dedykował Beckedorffowi książkę, którą napisał "Rational Meadow Construction".

## Założenie klasztoru katolickiego
W roku 1857 założył Klasztor St. Aloysiusstift w Święciechowie i Fundację św. Alojzego Gonzagi, przekazując na ten cel oszczędności, 26 mórg pól i budynki, oraz stawy, ogrody, szklarnie i budynki gospodarcze. Pod względem zaopatrzenia w żywność zespół klasztorny był całkowicie samowystarczalny z uwagi na prowadzony przez rodzinę Beckedorffów do 1945 roku majątek ziemski.

## Publikacje
Wybrane publikacje niemieckojęzyczne:
- An die deutsche Jugend. Ueber der Leiche des ermordeten August von Kotzebue. Hannover 1819.
- Jahrbücher des Preußischen Volksschulwesens. Berlin 1825–1829.
- Die katholische Wahrheit, Worte des Friedens. 4 Bände. 1840–1846.
- Gesammelte landwirthschaftliche Schriften. 2 Bände. Berlin 1849–1851.